# Endesa
Endesa est une entreprise espagnole active dans les secteurs de l’électricité et du gaz naturel. Elle est le leader sur le marché électrique en Espagne et le deuxième opérateur du marché portugais avec un actif total de 30,696 milliards d’euros au 31 décembre 2014,. Elle est présente sur toute la chaîne de valeur de l’énergie : approvisionnement et production, transport, distribution, fourniture et services énergétiques.
Depuis octobre 2007, Endesa appartient au groupe italien ENEL. Le groupe est présent dans plus de 30 pays sur 4 continents et fournit ses services à 61 millions de clients (2014). En France, Endesa opère à travers la succursale de sa société Endesa Energía SA. Les activités principales d’Endesa Energía France sont la vente de gaz naturel et de services aux industriels et  professionnels, la fourniture de Gaz naturel liquéfié (GNL) et la fourniture de Gaz naturel pour véhicules (GNV). Depuis 2014, elle développe son activité envers les copropriétés[réf. nécessaire].

## Histoire
Endesa est fondée le 18 novembre 1944 sous le nom d’Empresa Nacional de Electricidad S.A., par l'INI, une entreprise publique espagnole de production d’électricité. Entre 1945 et 1982 : elle devient la principale société espagnole de production d’électricité grâce à la construction d’un grand nombre de centrales électriques à charbon ainsi que des installations thermiques et hydrauliques[réf. nécessaire].
En 1983, Endesa fait l'acquisition des entreprises espagnoles : Gesa, Unelco, Enher… En 1985, Endesa acquiert ERZ et achète des actifs de production hydroélectriques et nucléaires à d’autres entreprises électriques espagnoles. En 1988, la privatisation d’Endesa débute, l’État espagnol réduit sa participation à 76 %. Admission à la cote de New York des actions d’Endesa. En 1991, Endesa fait l'acquisition de participations dans les entreprises espagnoles Viesgo (87,6 %), Fecsa (40 %) et Sevillana de Electricidad (33,5 %). En 1992, Endesa commence son développement international avec la prise de participations dans des entreprises électriques argentines. En 1993, Endesa entre dans le secteur électrique du Portugal. En 1994, l’État espagnol réduit sa participation dans Endesa à 67 %. En 1996, Endesa augmente à 75 % sa participation dans l'entreprise Sevillana de Electricidad. Le 25 juin, Empresa Nacional de Electricidad change sa dénomination officielle par Endesa. Elle acquiert la même année 32 % du groupe hispano-américain Enersis et devient la plus grande entreprise d'électricité d'Amérique Latine. En 1998, la fin de la privatisation d’Endesa est effectuée.
En 1999, la fondation Endesa reçoit la Médaille d'or du mérite des beaux-arts par le Ministère de l'Éducation, de la Culture et des Sports.

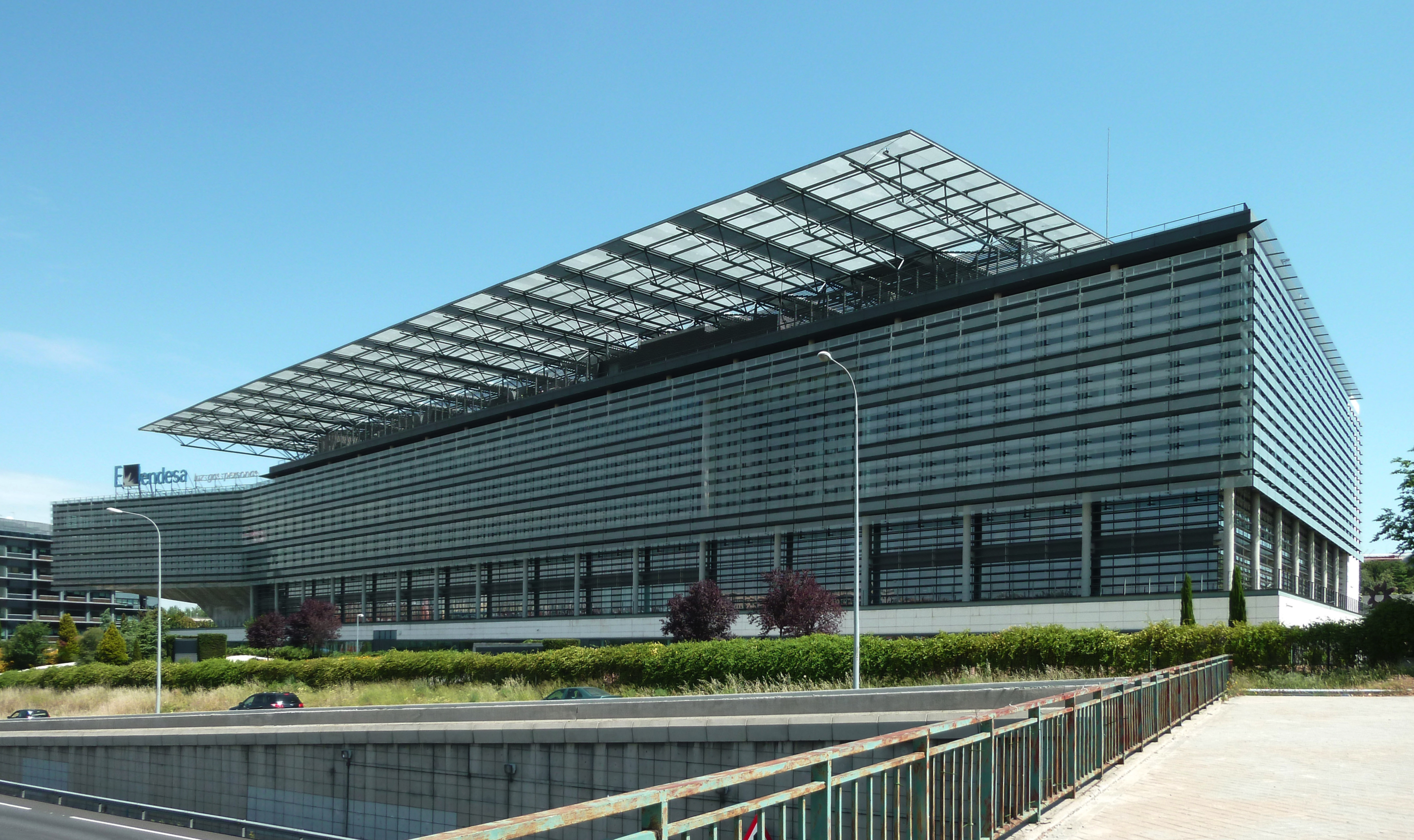
Siège social d'Endesa, à Madrid.

En 2001, Endesa achète 30 % du capital de la Société Nationale d’Électricité et de Thermique (SNET). Endesa est le leader du consortium auquel est adjugée l'entreprise de production italienne Elettrogen, dénommée aujourd’hui Endesa Italia.
En 2002, Endesa augmente sa participation dans Endesa Italia qui passe de 5,7 % à 51 %. Le 15 février, Endesa rachète les parts restantes de la Sevillana de Electricidad et la compagnie andalouse devient la filiale Sevillana-Endesa,. En 2003, Endesa et ASM Brescia créent Ergon Energia, coentreprise pour la vente d’énergie sur le marché italien entièrement libéralisé. En 2004, Endesa acquiert 34,3 % d’Endesa Italia auprès de Banco Santander Central Hispano (BSCH). En 2004, Endesa rachète 35 % de plus du capital de l’entreprise en France et devient ainsi l’actionnaire majoritaire avec 65 % du capital d’Endesa France.
En 2005, Le régulateur espagnol, au travers de son "Livre blanc" est en passe d'adopter une nouvelle réglementation imposant des prix contrôlés pour environ 75 % de la production de l'électricité en Espagne (d'origine hydraulique, thermique ou nucléaire), dans le but de financer l'énergie produite dans le cadre des nouvelles technologies (CCGT).
En septembre 2005, Endesa fait l'objet d'une OPA hostile de la part de l'espagnol Gas Natural suivit en février 2006 d'une contre OPA amicale de la part de l'allemand E.ON, puis en 2007 d'autres opérations d'acquisition de la part de l'italien ENEL. À l'issue de cette dernière OPA, ENEL (avec le soutien de l'espagnol Acciona) reprend Endesa et devient le second groupe européen d'électricité.
En février 2009, Enel rachète pour 11 milliards d'euros, les 25 % d'Endesa que possédait Acciona. L'Italien Enel possède désormais 92 % d'Endesa.

## Données boursières
Actionnaires principaux :
- 2005 : Flottant 85,0 %, La Caixa 5,0 %, Caja Madrid 5,0 %, Sepi 2,9 %, BBVA 2,3 %.
- Fin 2007 (5 octobre 2007) : Enel 67,05 %, Acciona 25,01 %.
- Au 18 décembre 2021 : Enel 70,1 %[12].

## Lobbying auprès des institutions de l'Union européenne
Endesa est inscrit depuis 2011 au registre de transparence des représentants d'intérêts auprès de la Commission européenne, et déclare en 2018 pour cette activité des dépenses annuelles d'un montant compris entre 50 000 et 100 000 euros.

## Non-respect des normes européennes
Le 21 mai 2019, la fédération allemande pour l'environnement et la protection de la nature (Bund) révèle en utilisant les données fournies par l'agence fédérale de l'environnement allemande comme par l'Agence européenne des produits chimiques que 654 entreprises opérant en Europe ne respectent pas, entre 2014 et 2019, le protocole européen d'enregistrement, évaluation et autorisation des produits chimiques, censé protéger la santé et l'environnement des Européens. Ces entreprises, dont Endesa, emploient massivement des substances de synthèse interdites et potentiellement dangereuses,,.